# 연합 (이탈리아)
이탈리아 연합(이탈리아어: L'Unione, 영어: The Union)은 진보-개혁세력을 대표하는 이탈리아 중도 좌파정당이다. 2006년부터 2008년 4월까지 집권세력이었다. 노란색과 녹색이 상징색이다.

## 역사
1996년, 기존 이탈리아 정치를 이끌던 '이탈리아 기독교민주당'과 '이탈리아공산당' 등의 급격한 영향력 약화 및 급변하는 국제정세 등의 영향으로 새로운 정치세력의 출현을 바라는 진보적 정당들의 이합집산을 통해 만들어졌다. 그해 총선에서 사회주의 계열 정파와 연합해 '제1기 프로디행정부'가 출범하였는데, 이것이 범진보진영 통합의 모태가 되었다.
2001년부터 2006년까지 이탈리아를 이끈 실비오 베를루스코니주도의 보수-자유 연립정권의 거듭된 우경화(지나친 신자유주의적 정책추진과 부시정권에 대한 협조 등)를 저지하기 위해 2004년 유럽의회 선거(올리브나무동맹의 경우, 당시 31.1%득표로 선전)에서 각 정파들이 다시 연합하였고, 2005년에 총리후보 선출을 위한 '국민참여경선'제도를 도입하여 전국민적 호응(4,311,149명 참여)을 얻었다. 59,816개 투표소에서 치러진 경선에서 3,182,686표(74.1%)를 득표한 로마노 프로디를 총리후보로 선출했으며, 2006년 4월에 치러진 총선거(그 결과는 옆 단어를 클릭)에서 간발의 차로 승리, 현재('제2기 프로디 행정부')까지 집권세력이었으나 2008년, 상원에서 신임투표에서 156 : 161로 불신임이 됨으로 인해 연정이 붕괴되었고 총선거에서 실비오 베를루스코니 현 이탈리아 총리가 이끄는 정당에게 패배함으로 인해 야당이 되었다.
2007년 3월, 아프가니스탄 평화유지군 추가파병 논란 등으로 분열 위기(프로디 총리는 사퇴위기)에 몰렸으나 상원에서의 재신임으로 이를 모면하였다.

## 주요 정책
업데이트 예정(2006년 총선자료 검색중).

## 주요 연립정당
2007년 5월 현재 이탈리아 하원을 기준, 이 연합에는 10개 정당이 참여하고있다.
- 좌파민주당(Democrats of the Left, Democratici di Sinistra)
- 민주주의는 자유입니다(Daisy-Democracy is Freedom, Margherita-Democrazia è Libertà)

(올리브나무동맹(L'Ulivo, '유럽독립운동'포함)은 이 3개 정당의 연합체로서, 전체 연합진영을 이끌고있다.)
- 재건공산당(Communist Refoundation Party, Partito della Rifondazione Comunista)
- 녹색연합(Federation of the Greens, Federazione dei Verdi)
- 이탈리아의 공산당(이탈리아 공산당(PCI)과는 다름)(Party of Italian Communists, Partito dei Comunisti Italiani)
- 이탈리아 민주사회당(Italian Democratic Socialists, Socialisti Democratici Italiani)
- 이탈리아 급진당(Italian Radicals, (Radicali Italiani)
- 이탈리아의 가치(Italy of Values, Italia dei Valori)
- 중도대중당(Popular-UDEUR, Popolari-UDEUR)
- 사회주의자들(이탈리아 사회당(PSI)과는 다름)(The Socialists, I Socialisti)

## 같이 보기
- 올리브나무 (이탈리아)
- 중도좌파 연합
- 로마노 프로디